# La Barre-de-Semilly
La Barre-de-Semilly település Franciaországban, Manche megyében. Lakosainak száma 1033 fő (2022. január 1.). La Barre-de-Semilly Saint-Pierre-de-Semilly, Saint-André-de-l’Épine, Saint-Jean-d'Elle, Saint-Lô és Condé-sur-Vire községekkel határos.

## Népesség
A település népességének változása:
| Lakosok száma | 403  | 621  | 656  | 932  | 1001 | 992  | 1000 | 1035 | 1034 | 1033 |
|               | 1968 | 1982 | 1990 | 2006 | 2013 | 2015 | 2017 | 2019 | 2020 | 2022 |